# Osbornellus tumidus
Osbornellus tumidus är en insektsart som beskrevs av Delong 1942. Osbornellus tumidus ingår i släktet Osbornellus och familjen dvärgstritar. Inga underarter finns listade i Catalogue of Life.